# Monteleto
Monteleto is een plaats (frazione) in de Italiaanse gemeente Gubbio.